# Потоцкий, Анджей (обозный коронный)
А́нджей Пото́цкий (пол. Andrzej Potocki, после 1618 — до 19 мая 1663) — польский военный и государственный деятель из рода Потоцких, воевода брацлавский, староста винницкий, обозный великий коронный.

## Биография
В 1636 году был определён на учёбу в Краковский университет, в 1637 году — в Падуанский университет. Окончив учёбу, стал придворным короля Владислава IV. Во время Восстания Хмельницкого был послан с драгунами королевича Кароля Фердинанда в город Бар. 4 августа 1648 года попал в осаду, 7 августа потерял большую часть войска. 8 августа начал переговоры, получил гарантии выхода своих войск. Казаки нарушив договор, часть пленных перебили, а сам Анджей попал в плен. В феврале 1649 года посольство Адама Киселя требовало его освобождения. Богдан Хмельницкий приказал перевезти его в Переяслав и угрожал казнить. Во время транспортировки в Трахтемиров сумел сбежать и сдался татарам. Был освобожден по условиям Зборовского мира в 1649 году. Во время битвы под Берестечком воевал во главе казацкой хоругви (содержал её до самой своей смерти) в полку Николая Потоцкого. Вероятно, вскоре после получения должности винницкого старосты стал полковником кавалерии (был им в конце 1654 года)
Осенью 1655 года был в войске своего родственника Станислава Реверы, вероятно принимал участие в битве под Городком Ягайлонским 29 сентября 1655 года. 22 октября 1655 года вместе с Николаем Остроругом выехал в Краков во главе посольства от войска под командованием гетманов с полномочиями сдаться королю Карлу Густаву. 31 октября подписал акт сдачи. 8 ноября под Новым Корчином король Карл Густав дал ему староство самборское, войско взбунтовалось против него. Был один из организаторов Тышовецкой конфедерации, подписал акт её созыва 29 декабря 1655 года.
2 октября 1656 года король Ян II Казимир пожаловал Анджею Потоцкому следующие села: Дзвиняч, Звенигород, Вовкивцы, Латкивцы, Бабинцы, Трубчинна, а также принадлежавшие его отцу Гряду, Сецехов, Волю Брюховецкую во Львовской земле. Часть собственности записал на строительство костёла в Тулишках.

## Карьера
- Обозный великий коронный с 1655 года.
- Винницкий староста с лета 1652 года[4].
- Воевода брацлавский (1662—1663) — получил должность между 20-25 июля 1662 года после перевода Михала Юрия Чарторыйского волынским воеводой[3].
- 25 июля 1662 года стал старостой летичевским, и генеральным старостой подольским.

Умер перед 19 мая 1663 года во Львове, где был по делам в связи с работой в скарбовой комиссии.

## Семья
- Отец — Якуб Потоцкий (? — до 1657) — подчаший подольский.
- Мать — Катаржина Кломицкая (1579—1621), первый муж — Мацей Яблоновский (1569—1619).
- Жена — Виктория Елизавета Потоцкая (?—1670), 1-й муж львовский староста Адам Иероним Сенявский (ок. 1623—1650)[3]).
- Сводный брат по матери — Ян (Ян Станислав) Яблоновский (1600—1647) — королевский подчаший с 1638 года, мечник коронный с 1642 года.